# BIOPAT Patenschaften für biologische Vielfalt
BIOPAT Patenschaften für biologische Vielfalt e. V. (BIOPAT) ist eine deutsche gemeinnützige nichtstaatliche Organisation, die sich vor allem der Förderung von Wissenschaft, Forschung und Artenschutz widmet. Zu diesem Ziel werden Patenschaften für neu entdeckte Tier- und Pflanzenarten vergeben, verbunden mit dem Recht, einen Vorschlag für die Benennung dieser neuen Art machen zu dürfen.

## Geschichte
Der Verein wurde 1999 gegründet. Basierend auf einer Idee von Gerhard Haszprunar wurde das Konzept von Frank Glaw und Jörn Köhler weiterentwickelt und publiziert. Als Partner konnte die GIZ gewonnen werden. Weitere Gründungsmitglieder waren u. a. Clas Naumann (ZFMK), Michael Türkay (SGN), Kurt Schminke (GfBS), Karl Eduard Linsenmair (GTÖ) sowie Pierre Ibisch.

## Mittelverwendung
Die Mindestspende für eine Patenschaft beträgt 2.600 €. Die eingeworbenen Spenden werden zu 50 % für Arten- und Naturschutz in den Herkunftsländern der Patenarten eingesetzt. Die anderen 50 % stehen zur Verfügung, um die Erforschung von Artenvielfalt, insbesondere die Taxonomie, zu fördern.

## Namensbeispiele

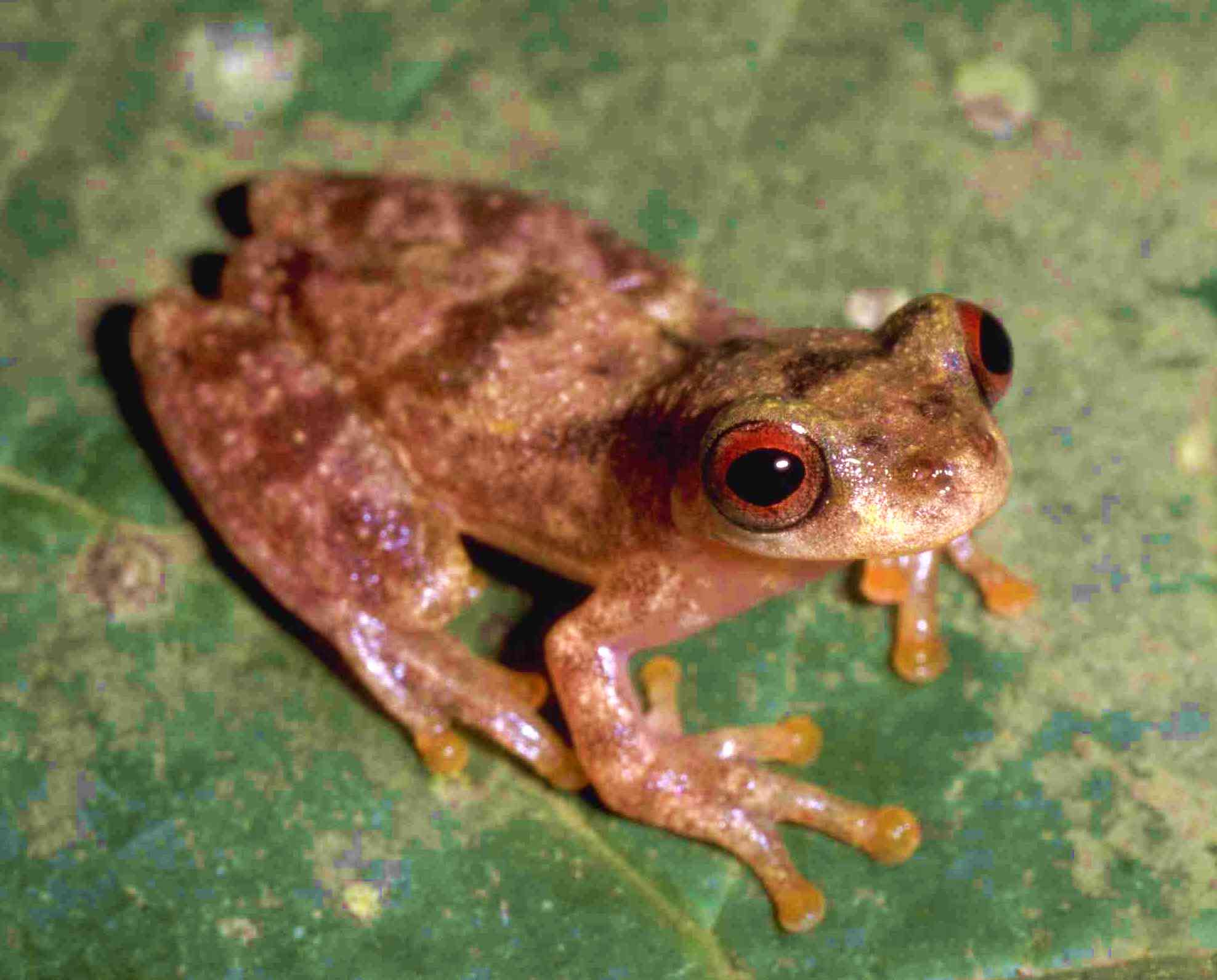
Dendropsophus joannae

Folgende Arten wurden beispielsweise über BIOPAT benannt:
- Danfoss-Mausmaki (Microcebus danfossi benannt nach der Firma Danfoss)
- Euops judithae (Blattrollender Rüsselkäfer)
- Colletes hiekejuniorii (Jemenitische Seidenbiene)
- Neptosternus viktordulgeri (Asiatische Paradiestauchkäfer)
- Urocystis reinhardii (Brandpilz)
- Dendropsophus joannae (Ein rotäugiger Baumfrosch aus dem Amazonasbecken)
- Mantidactylus zolitschkaorum (Ein Bachfrosch aus dem Urwald Madagaskars)
- Penthoscapha gerhardschereri (eine Rüsselkäferart aus Neuguinea)

## Quelle
- Der Verein BIOPAT. Abgerufen am 22. Dezember 2014.